# Де Нойер, Тён
Тён де Но́йер (нидерл. Teun de Nooijer; род. 22 марта 1976, Эгмонд-ан-ден-Хуф, Северная Голландия) — нидерландский хоккеист на траве, двукратный чемпион летних Олимпийских игр, чемпион мира, чемпион Европы, четырёхкратный победитель трофея чемпионов, трёхкратный обладатель приза лучшему хоккеисту года в мире.

## Спортивная биография
Заниматься хоккеем на траве де Нойер начал в 9 лет, играя во дворе вместе со своими братьями. С 11 лет Тён стал заниматься в хоккейной школе Алкмара. Уже в 15 лет он дебютировал в высшей лиге в составе ХК Алкмар, а уже через два года, перейдя в состав Блумендала, стал чемпионом Нидерландов. 4 июня 1994 года в товарищеском матче против сборной Новой Зеландии де Нойер дебютировал в составе национальной сборной Нидерландов.
В 1996 году Тён де Нойер дебютировал на летних Олимпийских играх. На турнире в Атланте сборная Нидерландов уверенно преодолела групповой этап, а затем в полуфинале обыграла немецкую сборную 3:1. В финале голландцам противостояла сборная Испании. Матч прошёл в упорной борьбе и завершился победой сборной Нидерландов со счётом 3:1. Голландцы впервые в истории завоевали золото Олимпийских игр в хоккее на траве у мужчин.
На летних Олимпийских играх 2000 года Сиднее Тён де Нойер в составе сборной Нидерландов завоевал свою вторую золотую медаль Олимпийских игр. Тем не менее в этот раз победа голландцам далась сложнее. И в полуфинале против сборной Австралии, и в финале в поединке против Южной Кореи судьба матча решалась в серии послематчевых пенальти, где дважды голландцы одерживали победы со счётом 5:4. В 2003 году де Нойера назвали лучшим хоккеистом года в мире.
В 2004 году де Нойер принял участие в своих третьих летних Олимпийских играх. На предварительном этапе голландцы никому не оставили шансов, одержав победы во всех пяти матчах. В полуфинале олимпийского турнира голландцы обыграли сборную Германии, при этом Нойер стал автором одного из голов. В финале соревнований сборная Нидерландов встретилась с австралийцами и в упорной борьбе уступила им 1:2. В 2005 и 2006 годах де Нойера признавали лучшим хоккеистом года в мире.
Летние Олимпийские игры 2008 года в Пекине сложились для сборной Нидерландов не очень удачно. Групповой этап сборная Нидерландов завершила без поражений и всего с одной ничьей, добытой в поединке с австралийской сборной. Полуфинал с немецкой сборной сложился очень упорным. После основного времени счёт был 1:1, но в серии пенальти сильнее оказались хоккеисты из Германии. В матче за 3-е место сборная Голландии вновь встретились с австралийцами, но в этот раз голландцы потерпели разгромное поражение 2:6. Тён де Нойер сыграл все 7 матчей и отметился одним голом в поединке за 3-е место.
На Летних Олимпийских играх 2012 года Лондоне голландцы вновь смогли пробиться в тройку призёров. Нидерланды уверенно прошли групповой этап, выиграв во всех пяти матчах, затем в полуфинале голландцы разгромили хозяев турнира со счётом 9:2. Финал против сборной Германии получился упорным, но в конце поединка немецкие хоккеисты смогли всё-таки вырвать победу. Тён де Нойер, выступающий уже на своих пятых Играх, провёл на турнире все семь матчей и отметился двумя забитыми мячами в поединках с Великобританией (полуфинал) и Германией (групповой этап).

## Личная жизнь
- Женат на немецкой хоккеистке Филиппе Саксдорф. У пары есть три дочери: Филине, Лилли и Нана.